# Предвзятость в СМИ
Предвзятость в СМИ, медиапредвзятость — это необъективность журналистов или новостных продюсеров в средствах массовой информации (массмедиа) в отборе событий и новостей для освещения и способе их подачи. Термин «предвзятость средств массовой информации» подразумевает повсеместную и широко распространённую необъективность, скорее противоречащую журналистской этике, а не являющуюся проявлением индивидуальности журналиста или статьи. Направление и степень предвзятости СМИ в различных странах широко оспаривается.
Практические ограничения объективности СМИ включают отсутствие возможности у журналистов освещать все доступные истории и факты. Влияние правительства, в том числе открытая и скрытая цензура, влияет на предвзятость СМИ в некоторых странах, например в Северной Корее и Мьянме. Другим фактором, которые приводят к необъективному представлению материала, являются рыночные условия. К ним относятся право собственности на новостной источник, монополизация СМИ, подбор персонала, предпочтения целевой аудитории и давление со стороны рекламодателей.
Есть целый ряд национальных и международных наблюдательных сообществ, которые сообщают о необъективности СМИ.

## Формы предвзятости СМИ
Наиболее обсуждаемые формы предвзятости возникают, когда СМИ поддерживает или атакует конкретную политическую партию, кандидата или идеологию, но есть и другие распространённые формы предвзятости:
- Рекламная предвзятость, когда материал отбирается или позиционируется таким образом, чтобы понравиться рекламодателям.
- Корпоративная предвзятость, когда материал отбирается или позиционируется таким образом, чтобы понравиться владельцам СМИ.
- Тематическая предвзятость — тенденция освещать то, что освещают все, и избегать материала, который кого-нибудь оскорбит.
- Сенсационность — предвзятость в пользу исключительности материала над его обыденностью, создавая впечатление, что редкие события, такие как авиакатастрофы, встречаются чаще обыденных событий, таких как автомобильные аварии.
- Сжатая необъективность — тенденция освещать мнения, которые могут быть кратко обобщены, вытесняя более нетрадиционные взгляды, на объяснение которых требуется время.

Существуют и другие формы необъективности, которые проявляются в поддержании или нападении на определенную расу, религию, пол, возраст, сексуальную ориентацию, этническую группу или даже личность.
Стефано Марио Риволта приводит три формы предвзятости СМИ:Strategic Maneuvering and Media Bias in Political News Magazine Opinion Articles, Stefano Mario Rivolta, 7 June 2011
1. Предвзятость в выборе материала, то есть принятие решения о выпуске или придержании материала.
2. Предвзятость освещения
3. Установленная предвзятость

## Инструменты для измерения и оценки предвзятости СМИ
В исследовании Ричарда Аллена Нильсона (2004 г.) «Отслеживание Источника Пропаганды: Инструменты для Анализа Предвзятости СМИ» говорится, что существует, по крайней мере, 12 методов, используемых для определения наличия и степени предвзятости.
1. Анализ политического/культурного отношения журналистов, в частности работников элиты СМИ, и студентов журналистики.
2. Изучение предыдущих профессиональных связей журналистов.
3. Сбор цитат, в которых известные журналисты демонстрируют свои представления о политике и/или надлежащей роли своей профессии.
4. Мониторинг употребление слов и анализ тем для поиска, чтобы определить содержание и сделать пометки.
5. Изучение рекомендуемой в новостных статьях политики.
6. Сопоставление повестки дня в новостных и развлекательных СМИ с повесткой дня политических кандидатов или других активистов.
7. Выявление положительная/отрицательная оценка освещенного события.
8. Анализ персональных демократических характеристик лиц, принимающих решения в СМИ.
9. Сравнение источника/содержания рекламы, которые влияют на информационное/развлекательное содержание.
10. Анализ степени государственной пропаганды и влияния связей с общественностью (PR) на СМИ.
11. Изучение использования в СМИ экспертов, спикеров и т. д. против тех, кто не выбран для представления интересующей группы или представленной идеологии, против тех, кто устранён.
12. Изучение счетов журналистов, оплаченных организацией и профессиональной ассоциаций, для выступления перед их группами и возможного оказания влияния на целевую аудиторию.

## Методы устранения предвзятости СМИ
Техника, используемая для избежания предвзятости, называется «пункт/контрапункт», или «круглый стол» — состязательный формат, в котором по проблеме высказываются представители противоположных взглядов. Этот подход теоретически позволяет появляться в СМИ различным мнениям. Однако организатор по-прежнему несёт ответственность за выбор людей, представляющих весь спектр мнений, за избежание озвучивания порочащих вопросов, за справедливое модерирование их комментариев. Когда это делается небрежно, «пункт/контрапункт» может быть таким же необъективным, как и просто предвзятый репортаж, после которого «потерпевшая» сторона может понести существенные потери. Использование данного формата может также привести к обвинениям репортёров в том, что они создают вводящее в заблуждение впечатление, а точки зрения имеют равную юридическую силу (ситуация «ложного баланса»). Это может произойти, когда существует табу на одну из точек зрения или когда представители одной из сторон предъявят претензии.
Примером такого обвинения о входящем в заблуждение равенстве является заявление, озвученное в 2004 году директором политического отдела «ABC News» Марком Гальпериным. В сообщении внутренней электронной почты он писал, что журналисты не должны «рефлекторно и искусственно рассматривать демократа Керри и республиканца Буша, „одинаково ответственными“» перед обществом и его интересами, и что жалобы сторонниками Буша были сделаны для того, чтобы «выиграть выборы, хотя бы частично уничтожив сенатора Керри с помощью подлогов». Когда консервативный веб-сайт Drudge Report опубликовал это сообщение, многие сторонники Буша расценили это, как неопровержимое доказательство того, что Гальперин использует «ABC News» для ведения пропаганды против Буша в пользу Керри, сталкиваясь с попытками журналистов избежать предвзятости. Позже, проанализировав содержание новостей о выборах, было обнаружено[кем?], что материалы «ABC News», CBS и NBC были более благоприятны по отношению к Керри, нежели к Бушу, в то время как материалы «Fox News Channel» были более «расположены» к Бушу.
Другой метод, используемый для избежания появления предвзятости в СМИ, — раскрытие принадлежностей, которые могут быть рассмотрены как повод для возможного конфликта интересов. Это особенно становится очевидным, когда новостное агентство публикует материал, обладающей значимостью для самого новостного агентства, для его владельцев. Часто это раскрытие информации санкционировано законами о правилах работы с акциям и другими ценными бумагами. Комментирующие новостные материалы, связанными с акциями, часто требуют раскрытия интересов владельцев этих организаций или их конкурентов.
В редких случаях новостное агентство может сократить или переназначить сотрудников, которые проявляют необъективность.
Отдельные страны имеют законы, предусматривающие обязательность баланса в государственных СМИ. Начиная с 1991 года, деятельность Канадской телерадиовещательной корпорации регулируется «Законом о телерадиовещании». Среди прочего, закон устанавливает, что программы, обеспечивающиеся канадской системой вещания, должны:
- быть разнообразными и всеобъемлющими, обеспечивать баланс информации, просвещение и развлечение для мужчин, женщин и детей всех возрастов, интересов и вкусов;
- обеспечивать достаточную возможность для общественности узнавать различные мнения по вопросам, представляющим общественный интерес.

## История
Политическая предвзятость стала особенностью средств массовой информации с момента появления их и первого печатного станка. Затраты на ранние печатные оборудования ограничивали число людей, пользующихся медиа-продукцией. Историки обнаружили, что издатели часто подстраивались под интересы именно могущественных социальных групп.
Памфлет Джона Мильтона „Ареопагитика: Речь о свободе печати от цензуры, обращенная к парламенту Англии“, опубликованная в 1644 году, была одной из первых публикаций, выступавших за свободу массовой информации.
В 19 веке журналисты стали признавать концепцию объективных материалов как неотъемлемую часть журналистской этике. Это совпало с ростом роли журналистики как мощной социальной силы. Хотя, даже сегодня, наиболее добросовестно нацеленные журналисты не могут избежать обвинений в необъективности.
Как и газеты, вещательные СМИ (радио и телевидение) использовались как честные механизмы для  пропаганды  с самого их начала, тенденция стала более выраженной с тех пор, как владельцами вещательного спектра становились правительства государств. Хотя процесс отмены госконтроля над медиа привёл к тому, что значительная часть западных вещательных СМИ находится в частных руках, по-прежнему существует сильное государственное присутствие, или даже монополия, в вещательной сфере многих стран по всему миру. В то же время, концентрация СМИ в частных руках, и довольно часто среди небольшого числа людей, также привело к обвинениям в предвзятости СМИ.
Но не все обвинения в предвзятости являются политическими. Например, научный писатель Мартин Гарднер обвинил развлекательные СМИ в анти-научной предвзятости. Он утверждал, что телевизионные программы, такие как сериал „Секретные материалы“, способствуют суевериям. В отличие от этого, Институт конкурентоспособного предпринимательства, который финансируется за счёт предприятий, обвиняет СМИ в предвзятости в пользу науки.

## Роль языка
СМИ, несмотря на возможность распространять информацию по всему миру, ограничены своей кросс-этической совместимости по одному простому признаку — языку. Этическая принадлежность, будучи широко развитой по географическим расхождениям, языковым, культурным, генным и также по расхождениям в точках зрениях, имеет потенциал, чтобы противостоять общим источникам информации. Таким образом, язык при отсутствии перевода образует барьер мировому сообществу дискуссий и мнений, хотя также верно и то, что СМИ в любом обществе могут быть разделены по классу, политическим и региональным признакам. Кроме того, если осуществляется перевод, то переводчик обладает возможностью привнести или изменить предвзятость, выбрав взвешенные слова для перевода.
Язык может также рассматриваться как политический фактор в средствах массовой информации, особенно в тех случаях, когда общество характеризуется большим количеством языков, на которых говорит население. Выбор языка для СМИ может продемонстрировать предвзятость по отношению к группе, которая говорит на этом языке, и может ограничить участие общественности тех, кто не говорит на этом языке. С другой стороны, были попытки использовать один общий язык в СМИ с целью обратиться к большому, географически распределённому населению, как например, в случае с использованием арабского языка на новостном канале Аль-Джазира.
Язык может также внедрить более слабовыраженную предвзятость. Выбор метафор и аналогий или привнесение информации личного характера в одной ситуации, но не в другой, может привести к предвзятости, например, дискриминации по половому признаку. Использование слова с положительным или отрицательным подтекстом, а не более нейтральным синонимом может сформировать необъективную картину в сознании аудитории. Например, это имеет значение, называет ли СМИ группу «террористами», «борцами за свободу» или «повстанцами».

## Национальные и этические точки зрения
Многие новостные агентства отражают точку зрения географического, этнического и национального характера населения, которому они в первую очередь служат. СМИ внутри страны иногда рассматриваются как льстивые и беспрекословные по отношению к правительству государства.
Западные СМИ часто критикуются в остальной части мира (включая Восточную Европу, Азию, Африку и Ближний Восток) как прозападные по отношению к различным политическим, культурным и экономическим вопросам. Аль-Джазира часто подвергается критике как на Западе, так и в арабском мире.
Израильско-палестинский конфликт и более широкие арабо-израильские проблемы — особенно спорная область, и почти все освещения любого рода по этой проблеме порождают обвинения в предвзятости с одной или обеих сторон.

## Англоязычная предвзятость в мировых СМИ
Было отмечено, что основные мировые поставщики новостей, информационные агентства основные покупатели новостей — англоязычные организации, и это даёт англоязычную предвзятость в выборе и описании новостей. Англоязычное определение того, что является новостью имеет первостепенное значение; новости берут своё начало в Англоязычных столицах и отвечают в первую очередь своим же богатым отечественным рынкам.
Несмотря на обилие информационных служб, большинство новостей, публикующиеся и транслируемые по всему миру каждый день, приходят лишь из нескольких основных новостных ведомств, тремя крупнейшими из которых являются Associated Press, Reuters и Agence France-Press. Хотя эти учреждения являются «глобальными» в смысле их деятельности, каждое из них сохраняет существенные ассоциации с определенными странами, а именно Франция (AFP), США (AP), Великобритания (Reuters). Чамберз и Тинкель предположили, что, так называемые, мировые СМИ представляют собой агентства Англоязычных ценностей, которые отдают привилегии нормам «конкурентного индивидуализма, свободной конкуренции, парламентской демократии и потребительству». Они видят английского языка такой же международным, как дополнительный аспект англоязычного доминирования.

## Религиозная предвзятость
Средства массовой информации часто обвиняют в предвзятости в пользу религии большинства или в нападении на религию большинства. В некоторых странах допускаются материалы, одобренные государственной религией. В других странах, оскорбительные высказывания о любой системе верований считаются преступлениями на почве ненависти и являются незаконными.

## Другие влияния
Очевидная предвзятость СМИ не всегда специально носит политический характер. Как правило, средства массовой информации обращаются к определенной аудитории, а это значит, что обнародованные материалы, которые влияют на большое количество людей на глобальном уровне, часто получают меньше внимания на некоторых рынках, чем местные новости, такие как стрельба в государственных школах, свадьбы знаменитостей, крушение самолёта, пропавшая женщина или же гламурные или шокирующие новости. Например, смерть миллионов людей в этническом конфликте в Африке может получить лишь скудное упоминание в американских СМИ, в то время как стрельба по пяти людям в средней школе будет подробно описана и проанализирована. Причина такого рода предвзятости в том, что общественность хочет смотреть и/или в том, что по мнению продюсеров или издателей публика хочет видеть.